# Oplosia fennica
Oplosia fennica is een keversoort uit de familie boktorren (Cerambycidae). De wetenschappelijke naam van de soort is voor het eerst geldig gepubliceerd in 1800 door Paykull.